# Pachira retusa
Pachira retusa är en malvaväxtart som först beskrevs av Carl Friedrich Philipp von Martius och Zucc., och fick sitt nu gällande namn av Fern.Alonso. Pachira retusa ingår i släktet Pachira och familjen malvaväxter. Inga underarter finns listade i Catalogue of Life.

## Bildgalleri

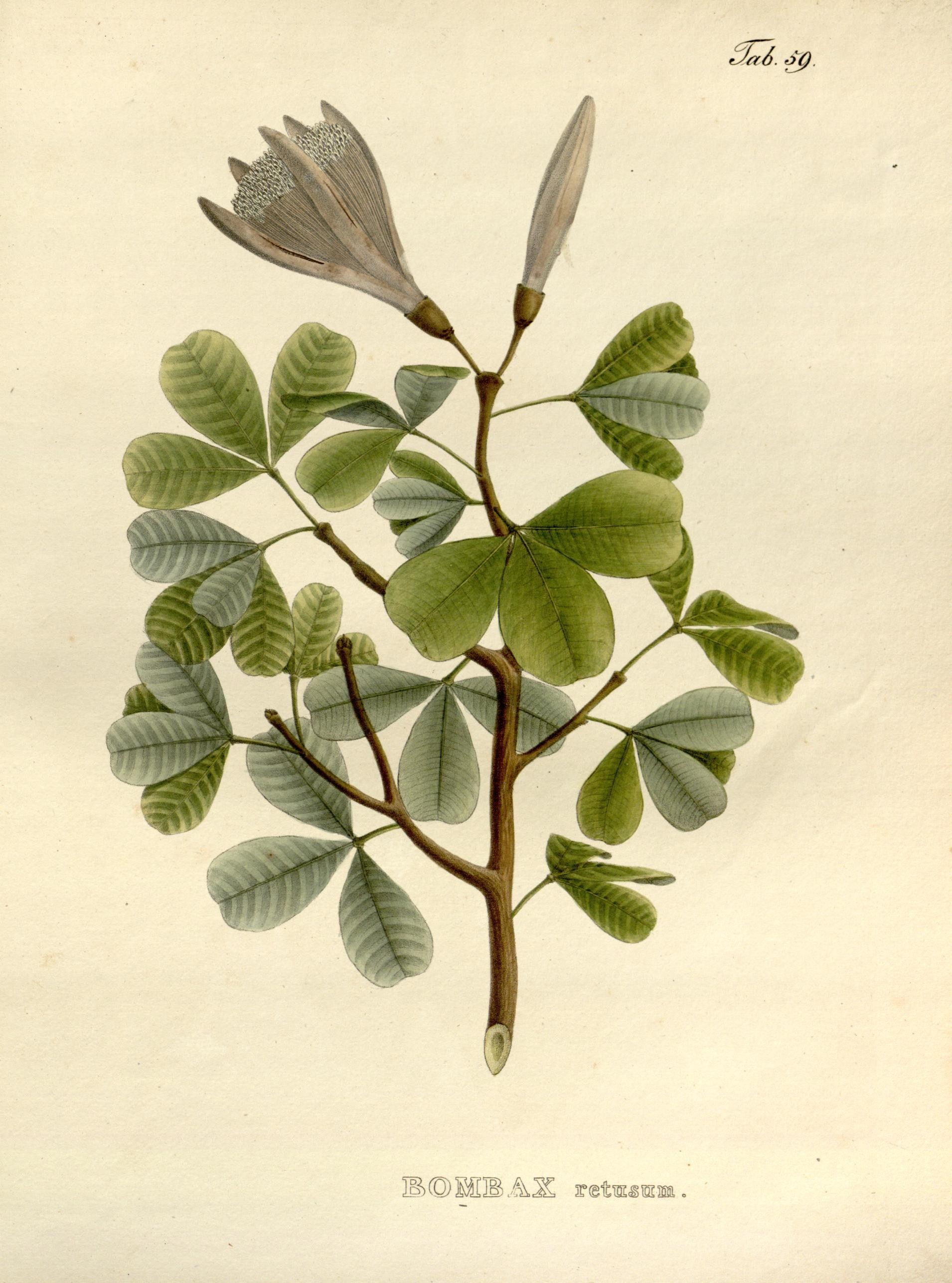